# Лабљане (Пећ)
Лабљане (алб. Llabjani/Llabjan) је насељено место у општини Пећ, на Косову и Метохији. Према попису становништва из 2011. у насељу је живело 633 становника.

## Становништво
Према попису из 2011. године, Лабљане има следећи етнички састав становништва:
| Националност | 2011.        |
| Албанци      | 600 (94,79%) |
| Бошњаци      | 30 (4,74%)   |
| Египћани     | 2 (0,31%)    |
| други        | 1 (0,16%)    |
| Укупно       | 633          |

| Демографија | Демографија | Демографија |
| Година      | Становника  | Становника  |
| ----------- | ----------- | ----------- |
| 1948.       | 271         |             |
| 1953.       | 318         |             |
| 1961.       | 425         |             |
| 1971.       | 530         |             |
| 1981.       | 676         |             |
| 1991.       | 716         |             |
| 2011.       | 633         |             |